# Ich bin der Größte
Ich bin der Größte (Originaltitel: The Greatest) ist eine US-amerikanische Filmbiografie über den Boxer Muhammad Ali aus dem Jahr 1977. Regie führten Tom Gries und Monte Hellman, das Drehbuch schrieb Ring Lardner Jr. anhand des Buchs The Greatest: My Own Story von Muhammad Ali.

## Handlung
Der Boxer Muhammad Ali wird von einigen reichen Menschen gesponsert, worauf er zum Meister wird. Sein Agent verhandelt hart die finanziellen Bedingungen der Teilnahme an den Kämpfen. Er argumentiert damit, dass die meisten afroamerikanischen Boxer später arm würden, was Ali nicht passieren solle.
Muhammad Ali konvertiert zum Islam. Später lehnt er die Teilnahme am Vietnamkrieg ab. Das belastet seine Karriere und führt zum Gerichtsprozess, den Ali gewinnt. Der Film endet mit dem von Ali gewonnenen Kampf gegen George Foreman, bei dem Ali seinen Gegner zuerst müde werden lässt, bevor er ihn k. o. schlägt.

## Kritiken
Das Lexikon des internationalen Films wertet den Film als „mißglückten Versuch“ einer Biografie von Muhammad Ali. Er lasse „das soziale Umfeld des Boxstars weitgehend aus“ und streife lediglich „wichtige Daten und Stationen seines Lebens“. Die eingebauten „kurzen Ausschnitte aus berühmten Kämpfen“ würden die Fans des Boxsports „kaum zufriedenstellen“.
Die Zeitschrift TV Direkt bemängelte den Film als „öde“. Sein „Kardinalfehler“ sei, dass die gezeigten Kampfszenen zu kurz seien, was die Fans enttäusche.

## Auszeichnungen
Der Film erhielt im Jahr 1990 den Film and Television Music Award der American Society of Composers, Authors and Publishers.

## Hintergründe
Der Film wurde unter anderen in Atlanta, Houston und Miami gedreht. Regisseur Gries verstarb während der Dreharbeiten, so dass der Film von seinem Kollegen Hellman beendet werden musste.